# Claude-Marie Guyétand

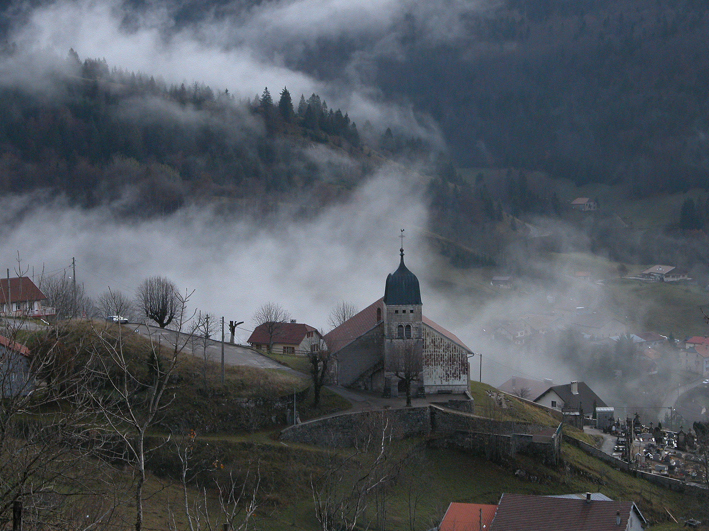
L'église de Septmoncel dans le Haut-Jura, lieu de naissance de Cl.-M. Guyétand

Claude-Marie Guyétand, né à Septmoncel en 1748 et mort à Paris en 1811, est une figure mineure du monde littéraire français de la fin du XVIIIe siècle, dans l'ombre et la continuité des grands esprits du temps comme Voltaire, qu'il a rencontré et auquel il a rendu hommage dans son texte le plus abouti Le Génie Vengé, poème satirique publié en 1780 et remanié en 1790.
Monté à Paris après des études secondaires au séminaire, il vit des années difficiles aux occupations diverses et s'essaie à la littérature d'idées. Il publie en 1780 Le Génie Vengé qui lui vaut quelque célébrité et devient le secrétaire du Marquis de Villette (1781-1793) qui tente une carrière politique au moment de la Révolution en publiant par exemple la Protestation d'un serf du Mont-Jura. en 1789, où se repère facilement l'influence de son secrétaire, fils de serfs de l'abbaye de Saint-Claude qui rappelle que Voltaire avait lui-même combattu cette survivance du servage dans les campagnes du Haut-Jura.
En 1793, à la mort de son employeur, Claude-Marie Guyétand prend un emploi au ministère des affaires étrangères mais devenu impotent, il doit l'abandonner en 1797  et ne subsiste que grâce à un demi-traitement maintenu. Il poursuit l'écriture de textes qui ne seront pas publiés et meurt à Paris en 1811 âgé de soixante-trois ans.

## Biographie

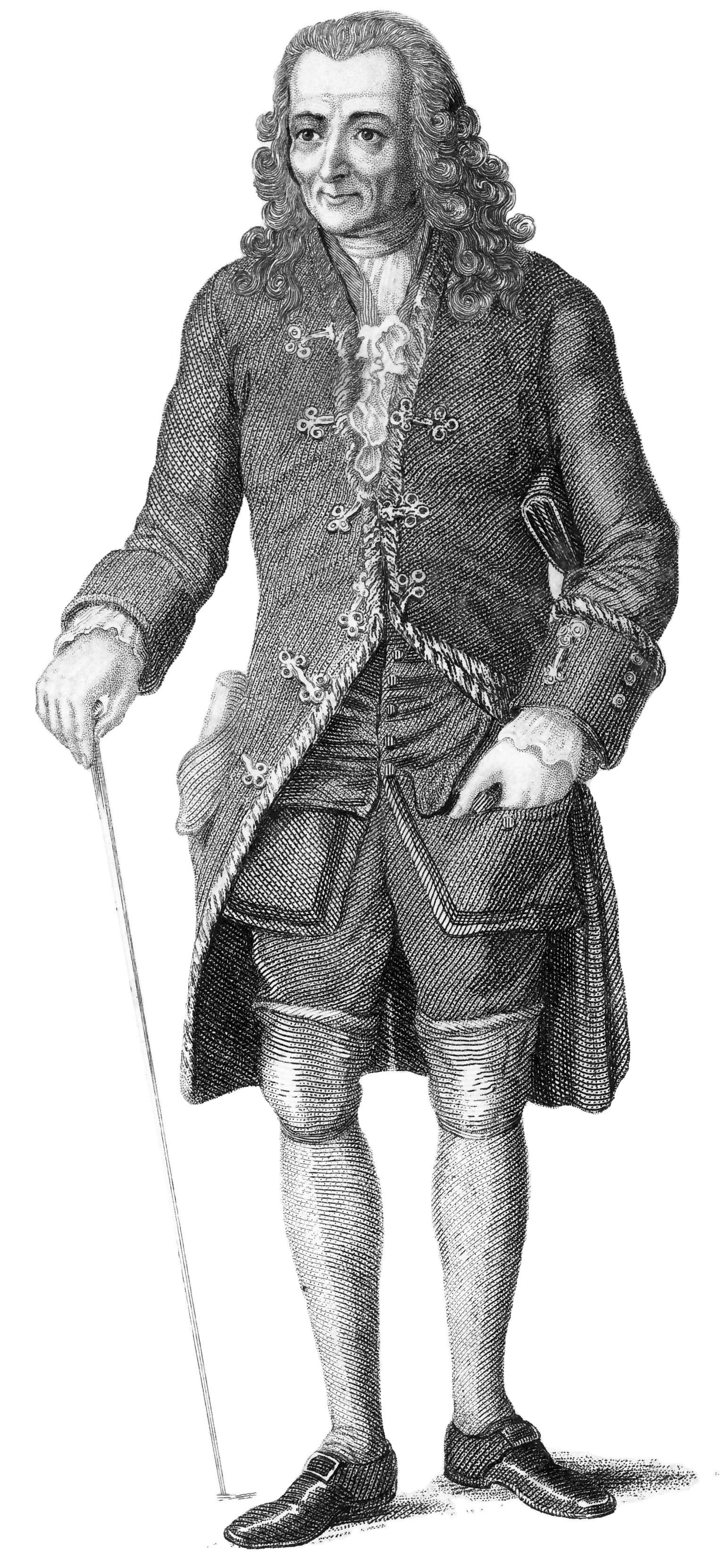
Voltaire, « Je vis à Ferney//Le plus grand homme de l'histoire » (Guyétand)

Né en 1748 à Septmoncel, village de la terre de Saint-Claude dans le Haut-Jura, de parents mainmortables, il étudie d'abord au collège de la petite ville puis au séminaire de Besançon. Il renonce vite à la formation ecclésiastique et, au début des années 1770, il quitte sa Franche-Comté pour Paris comme son condisciple Jean-Nicolas Démeunier, futur censeur royal et sénateur, qui songeait y suivre la carrière du barreau.
Muni d'une recommandation pour l'abbé Sabatier, l'auteur des Trois Siècles de la Littérature française, Claude Marie Guyétand rend visite à cet opposant du parti philosophique qui lui conseille d'écrire dans cette veine mais Guyétand ne s'y résout pas : il vénère Voltaire qu'il a vu à Ferney (« Mais je vis à Ferney//Le plus grand homme de l'histoire », Le Génie vengé) et qui avait pris le parti des mainmortables de l'abbaye de Saint-Claude, derniers serfs du royaume. Il écrit au contraire, de 1777/78 à 1780, une pièce en vers, Le Génie vengé, qui prend avec verve la défense de Voltaire et son « ris caustique » et dénonce les littérateurs médiocres du temps : la publication du texte en 1780 rencontre un certain succès et lui permet d'entrer en contact avec le milieu des littérateurs et de mériter le soutien du poète La Harpe tout en vivant de leçons particulières de mathématiques puis d'un petit emploi chez un libraire. En ces temps de fermentation révolutionnaire, il aimait à se définir comme « le Serf du Mont-Jura », écrivant : « Je puis prouver de père en fils, // Douze cents ans de servitude ».
Grâce à ses amis il devient ensuite secrétaire du marquis de Villette (1781-1793) : il l'aide à polir ses textes et le guérit du jeu. On reconnaît en particulier la marque de Claude Marie Guyétand dans les évocations de personnalités jurassiennes comme le sculpteur Joseph Rosset (1706-1786) originaire lui aussi de Saint-Claude et encore célèbre à l'époque pour sa sculpture de l'ivoire et les bustes de Montesquieu ou de Voltaire, aujourd'hui au Louvre, ou celle d'Antide Janvier le célèbre horloger. C'est également le cas dans  la Protestation d'un serf du Mont-Jura signée en 1789 par le ci-devant marquis qui se lançait en politique en abandonnant sa particule.
Il évoque lui-même en 1790 dans la préface à son recueil de poésies ses premières décennies parisiennes qui font penser aux commencements de Figaro :
Toujours à bord de ma galère,

Pendant vingt ans j'ai louvoyé

Entre l'aisance et la misère,

Sans que la forme ait ployé

Mon inflexible caractère.

Avant que d'être un mince Auteur,

Je fus tour à tour Secrétaire,

Et géomètre et Précepteur,

Le Maître Jacques d'un Libraire,

Et le Factotum d'un Seigneur.
À la mort de son protecteur, en 1793, il se trouve sans ressources et est contraint d'accepter un emploi dans les bureaux du ministère des affaires étrangères. Il ne l'occupe que jusqu'en 1797 car la perte de l'usage d'une jambe l'oblige à rester chez lui et il ne subsiste que par la générosité de Talleyrand qui lui maintient un demi-traitement. Claude Marie Guyétand meurt à Paris en 1811 âgé de soixante-trois ans.
La notice biographique des frères Michaud en 1817 résume ainsi le personnage : « Connu pour l’âpreté naturelle de son caractère, il se plaisait à prendre le surnom de 'l'Ours du Jura' : il était cependant un honnête homme d'une probité sévère et d'une gaité inaltérable malgré sa vie difficile ». Il revendiquait son origine sociale et restait très attaché à son Jura natal qu'il évoque par exemple en ces termes : « Tels d'antiques sapins, aux rameaux toujours verts//Percent sur le Jura la neige des hivers » dans l'Épître à M. Palissot par un habitant du Jura.

## Œuvre

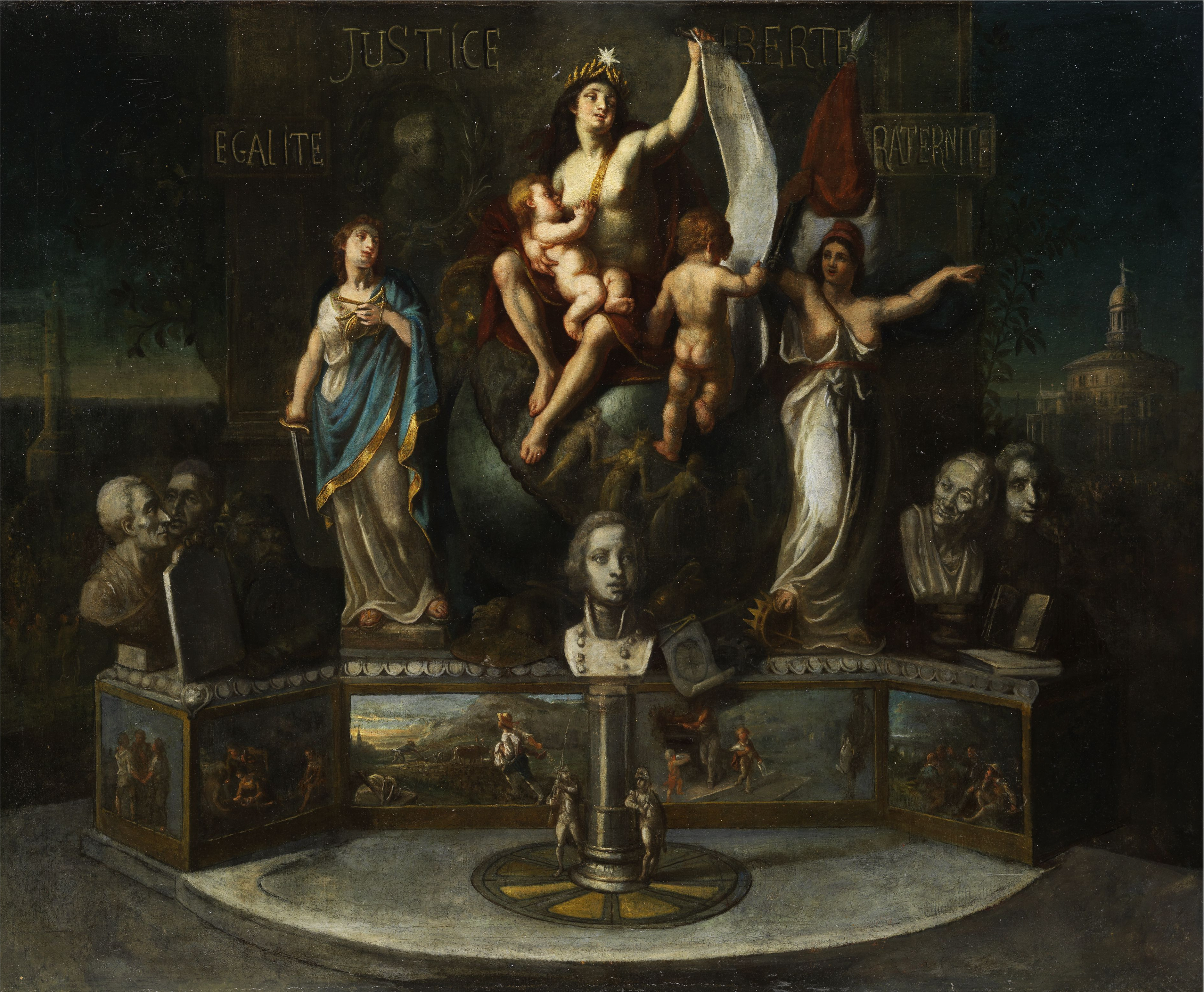
Allégorie des valeurs républicaines

Les textes publiés par Claude Marie Guyétand - il écrivait en vers - sont peu nombreux mais leur esprit pré-révolutionnaire leur a donné un certain écho. Témoignage et exemple de l'effervescence littéraire et idéologique qui régnait au XVIIIe siècle, il chante ainsi :
«… cet heureux jour

Qui verra près du trône, en offrandes communes,

Les Ordres de l’État confondre leurs fortunes ; 

Et le peuple affermir ses droits, sa liberté,

Par les liens sacrés de la fraternité : 

Qui verra, sous l’effort des bras Patriotiques,

Crouler, de tes vizirs, les prisons tyranniques ;

Le Noble déchirer son Code féodal, 

Être homme, et dans son Serf embrasser son égal. »
Le Génie Vengé, v. 368-376
Claude Marie Guyétand a commencé par des textes engagés en publiant en 1774 Examen raisonné du plan d'imposition économique ou L'Enthousiasme du citoyenmais ses deux morceaux les plus remarquables sont Le Génie vengé (1780, remanié en 1790) et Le Doute, dédié à Antide Janvier son compatriote franc-comtois, habile mécanicien et célèbre horloger. Ses Poésies diverses ont été publiées à Paris en 1790 : le recueil regroupe diverses pièces en vers publiées dans différents périodiques.
Il a continué à écrire jusqu'en 1796 des épigrammes, des anecdotes, des fables (L'avare agonisant, en 1784) et des poèmes comme Les Noces de Rosine (ou Bagatelle à Rosine), publié à Paris en 1794/1795. Sa plume se tarit ensuite et on ne relève qu'une Épître à M. Palissot par un habitant du Jura en 1806. D'après, Joseph-Marie Quérard (1796-1865) et sa France littéraire ou Dictionnaire bibliographique  et les frères Michaud, Guyétand a composé dans les dernières années de sa vie « une satire en vers sur le genre humain et une pièce de près de six cents vers pleine de fraîcheur sur la navigation de l'Escaut » mais ces textes présentés à ses amis admiratifs n'ont pas été vraiment achevés et sont perdus.
Claude-Marie Guyétand avait aussi travaillé à des Éléments de mathématiques qui lui tenait à cœur et dont il vantait l'approche novatrice mais ce texte comme d'autres ne nous est pas parvenu.
Sa petite renommée malgré une œuvre limitée et son parcours social ont pu inspirer en partie le personnage de Julien Sorel. Le parcours du héros de Stendhal offre en effet de nombreux points de ressemblance avec celui du « Serf du Mont-Jura », comme l'extraction sociale populaire revendiquée, la région d'origine (la Franche-Comté), le passage par le séminaire de Besançon, la montée à Paris, le secrétariat d'un marquis et aussi l'adhésion à l'idéal révolutionnaire de changement des structures sociales.

## Sources et bibliographie
- Charles Thuriet : Le Secrétaire du Marquis de Villette, article de 1905 par un journaliste franc-comtois.
- Benjamin Aubry : Guyétand, épigone de Voltaire ? article dans le no 2 de La Gazette des Délices, en 2004
- François Buffard, Antide Janvier horloger du roi, Association Horlogerie Comtoise, Morez, 2025  (ISBN 978-2953644463).